# Herb powiatu siedleckiego
Herb powiatu siedleckiego – jeden z symboli powiatu siedleckiego, autorstwa Roberta Szydlika, ustanowiony 23 lutego 2018.

## Wygląd i symbolika
Herb przedstawia na tarczy w polu czerwonym rzekę falistą srebrną. Nad nią waga srebrna, której szalki osadzone na ostrzu miecza gorejącego w słup o złotym ostrzu i srebrnej rękojeści. Poniżej rzeki dwie skrzyżowane szable srebrne ze złotymi rękojeściami.
Waga srebrna z mieczem gorejącym o złotym ostrzu - to atrybuty św. Michała Archanioła, patrona jednej z najstarszych parafii na terenie powiatu w Mordach. Nawiązanie do tego Świętego jest też odwołaniem historycznym, jako że we wschodniej i północno-wschodniej części powiatu w przeszłości znaczna część ludności była wyznania prawosławnego, a później unickiego. Św. Michał Archanioł jest w kościołach wschodnich otaczany wyjątkową czcią i z tego powodu często patronował także katolickim parafiom na etnicznym i religijnym pograniczu. Rzeka falista srebrna – symbol granicy i pogranicza. Kilka rzek na terenie powiatu wskazuje na historyczne granice między Małopolską, Mazowszem i Podlasiem, które stykają się ze sobą na terenie powiatu. Natomiast skrzyżowane szable symbolizują bitwę pod Iganiami (10 kwietnia 1831 r.) – najgłośniejsze wydarzenie militarne na terenie powiatu, jedną z bitew Powstania Listopadowego.